# Circolo Nautico Posillipo 2017-2018

## Rosa
Il Circolo Nautico Posillipo nella stagione 2017/18 partecipa al massimo campionato di Pallanuoto Maschile.
Gioca le sue partite interne alla Piscina Felice Scandone di Napoli. La società nell'agosto 2017 decide di rinunciare alla partecipazione alla Len Euro Cup 2017-2018; si trata della seconda rinuncia in tre anni per il circolo napoletano, dopo quella del Len Euro Cup 2015-2016.
| N° |                   | Ruolo | Giocatore                |
| -- | ----------------- | ----- | ------------------------ |
| 1  | Italia (bandiera) | P     | Mykaylo Andriy Sudomlyak |
| 2  | Italia (bandiera) | A     | Nicola Cuccovillo        |
| 3  | Italia (bandiera) | D     | Simone Rossi             |
| 4  | Italia (bandiera) | D     | Gianluigi Foglio         |

| N° |                   | Ruolo | Giocatore          |
| -- | ----------------- | ----- | ------------------ |
| 6  | Italia (bandiera) | CV    | Giuliano Mattiello |
| 10 | Italia (bandiera) | CB    | Luca Marziali      |
| 12 | Italia (bandiera) | CV    | Paride Saccoia     |
| 13 | Italia (bandiera) | P     | Tommaso Negri      |

## Staff Tecnico[1]
- Allenatore: Roberto Brancaccio
- Coordinatore Preparazione Atletica: Armando Sangiorgio
- Preparatore Atletico: Sandro Fusco
- Fisioterapista: Silvio Ausiello
- Direttore Tecnico: Carlo Silipo